# Australian Flying Corps
Cet article court présente un sujet plus développé dans : Force aérienne royale australienne.

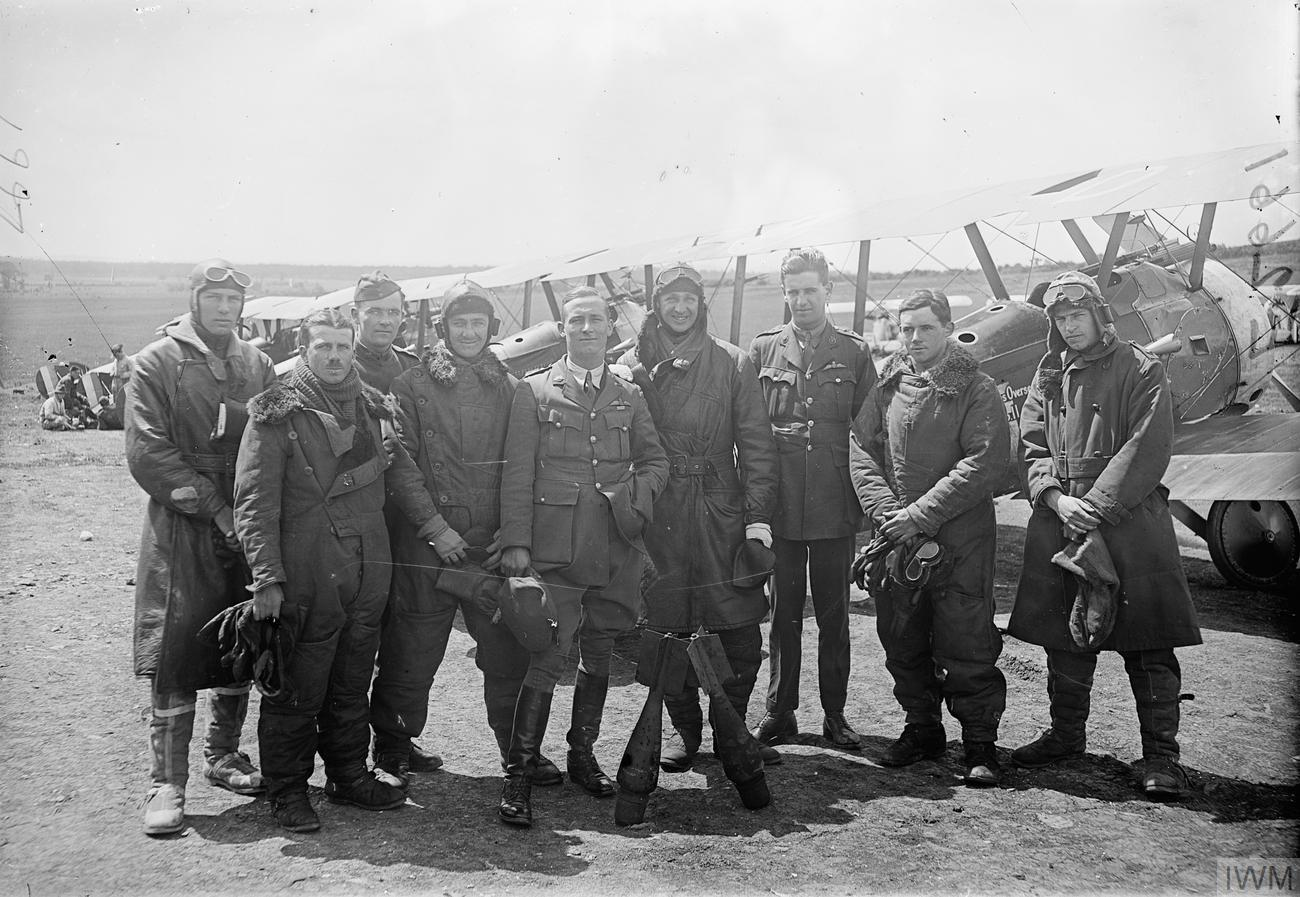
Photographie de pilotes de l'AFC avec notamment Harry Cobby et Elwyn Roy King, en juin 1918.

L'Australian Flying Corps (AFC) est la branche de l'armée australienne responsable des aéronefs utilisés pendant la Première Guerre mondiale et le précurseur de la Royal Australian Air Force (RAAF). Lors de la guerre, elle est intégrée à la Première force impériale australienne.
L'AFC est créée en 1912, mais n'est réellement active qu'à partir de 1914. Elle disparaît en 1921 lors de la création de la RAAF.